# Sông Hạ Vàng
Sông Hạ Vàng là một con sông nhỏ tại tỉnh Hà Tĩnh .
Sông được bắt nguồn từ cầu Hộ Độ, xã Hộ Độ, huyện Thạch Hà, nơi giao nhau giữa sông Nghèn và sông Hộ Độ. Từ đây sông chảy theo hướng đông bắc đổ ra Biển Đông tại cửa Sót thuộc xã Thạch Kim, Thạch Hà
Sông có chiều dài khoảng 12 km, lòng sông rộng, đoạn rộng nhất khoảng 2 km là tuyến đường thủy duy nhất từ thành phố Hà Tĩnh ra Biển Đông